# СДЮСШОР №6 (Омск)
Спортивная школа олимпийского резерва № 6 по плаванию города Омска — детско-юношеская спортивная школа, первая специализированная школа по плаванию в Омске. Основана 11 января 1967 года..

## История
Школа была открыта 11 января 1967 года на основании решения Городского совета народных депутатов города Омска № 6-20. Инициатором создания школы и её первым директором стал  Владимир Семёнович Доброквашин, которого считают основателем омского плавания.
Идея создания бассейна возникла после демонстрации потребности в спортивной инфраструктуре: дети купались в фонтане у кинотеатра им. Маяковского. После этого началась народная стройка, в которой активно участвовали жители города, студенты вузов и различные организации.
В 1985 году школа получила статус специализированной детско-юношеской школы олимпийского резерва на основании приказа Министерства просвещения РСФСР и письма областного отдела народного образования.
В 1999 году произошло объединение СДЮСШОР № 6 и ДЮСШ № 29. Директором объединённой школы была назначена Симонова Валентина Ивановна, заслуженный тренер России.
С 2021 года директором школы является Русанов Николай Иванович.

## Деятельность
Основным направлением деятельности школы является обучение детей плаванию и подготовка спортсменов высокого уровня.
В школе обучаются юные пловцы, которые достигают высоких результатов на всероссийских и международных соревнованиях. Подготовлены мастера спорта СССР и России, мастера спорта международного класса.

### Работа со спортсменами с ограниченными возможностями
В спортшколе велась работа с пловцами с ограниченными возможностями здоровья. В 2000 году Дмитрий Остапчук стал участником Паралимпийских игр в Сиднее. Дмитрий Полин завоевал золотую медаль и установил мировой рекорд на Паралимпийских играх в Афинах 2004 года. На чемпионате мира 2006 года он вновь завоевал золотую медаль и установил новый мировой рекорд. За свои достижения Дмитрий Полин получил звание заслуженного мастера спорта России. Его подготовили тренеры Валентина Ивановна Симонова и Андрей Сергеевич Франченко.

### Отделение подводного спорта
С 2014 года на базе спортивного комплекса «Юность» имени С. С. Бовкуна было открыто отделение подводного спорта. Тренеры отделения обучают плаванию в ластах, спортсмены неоднократно становились победителями и призёрами всероссийских и международных соревнований, Мастер спорта России международного класса Захаров Олег — победитель первенства мира и финала Кубка мира по подводному спорту. В школе подготовлен ряд мастеров спорта России.

## Известные выпускники
- Андрей Николаевич Корнеев — заслуженный мастер спорта России, бронзовый призёр Олимпийских игр, экс-рекордсмен мира.
- Дмитрий Геннадьевич Полин — заслуженный мастер спорта России, чемпион Паралимпийских игр 2004 года[англ.], многократный чемпион мира, рекордсмен мира.[2]
- Дмитрий Остапчук — участник Паралимпийских игр 2000 года.[2]
- Рыбин Рустам — бронзовый призёр юниорского первенства Европы (2007),[3] многократный призер чемпионатов России.[4]
- Захаров Олег — мастер спорта России международного класса, победитель первенства мира (2021),  победитель и призёр первенства России, победитель и призёр Кубка мира (2022),  бронзовый призёр Кубка России (2023), победитель и призёр всероссийских соревнований.[1]

## Тренерский состав
В разные годы в школе работали тренеры, воспитавшие  чемпионов и призеров Олимпийских игр, чемпионов и рекордсменов мира, Европы, России:
- заслуженный тренер России - Виктор Павлович Сапрыкин,
- заслуженный тренер России - Валерий Владимирович Филимонов,[5]
- заслуженный тренер России - Наталья Николаевна Рощина,
- заслуженный тренер России - Валентина Ивановна Симонова
- заслуженный тренер России - Надежда Александровна Ащепкова,
- заслуженный тренер России - Владислав Иванович Бутов,
- заслуженный тренер России - Валерий Петрович Бачин - профессор, Президент Федерации плавания Омской области.
- Михаил Дмитриевич Бакшеев - доцент кафедры плавания СибГУФК.[6]

## Руководители школы
- Владимир Семёнович Доброквашин
- Сергей Михайлович Фрайнд
- Лев Александрович Павлов
- Иван Калистратович Кудрявцев
- Тамара Александровна Турбина
- Георгий Петрович Михайлов
- Сергей Викторович Карипанов
- Александр Иванович Жайворонок
- Валентина Ивановна Симонова
- Александр Иванович Иванов
- Николай Иванович Русанов (с 2021 года)

## Достижения
- Бронзовая медаль Олимпийских игр 1996 года, мировой рекорд (Андрей Корнеев)
- Золотая медаль и мировой рекорд на Паралимпийских играх 2004 года (Дмитрий Полин)
- Победы и призовые места на первенствах Европы, чемпионатах СССР и России
- Победы на первенствах мира и этапах Кубка мира по подводному спорту[1]